# Naira montana
Naira montana là một loài ruồi trong họ Tachinidae.